# Krucha
Krucha (Круча) est un village dans le raïon de Krouhlaïe dans la voblast de Mahiliow.

## Histoire
Le 10 octobre 1941, au cours de l'opération Barbarossa, l'ensemble de la population juive du village est assassiné lors d'une exécution de masse.
Au total, 150 hommes, femmes et enfants sont tués.
Cette atrocité est commise par une unité régulière de la Wehrmacht et de sa propre initiative, non pas par une unité mobile de tueurs des Schutzstaffel. Les meurtres sont effectués par la 339e division d'infanterie (Allemagne) sous les ordres du Major Alfred Commichau.